# ام‌اس ستاره
ام‌اس ستاره (به انگلیسی: MS Star) یک کشتی است که طول آن ۱۸۶٫۰۰ متر (۶۱۰ فوت ۳ اینچ) می‌باشد. این کشتی در سال ۲۰۰۶ ساخته شد.